# Louvières-en-Auge
Louvières-en-Auge è un comune francese di 85 abitanti situato nel dipartimento dell'Orne nella regione della Normandia.

## Società

### Evoluzione demografica
Abitanti censiti